# 桓叔捷
桓叔捷（？—？），姬姓，名捷，晋襄公的小儿子。
晋襄公晚年很喜欢幼子捷，但是碍于礼法还是立长子夷皋为太子。前621年，夷皋即位后，荒淫无道，桓叔捷避难于周，死后谥号桓。子惠伯谈。前573年，惠伯谈子公孙周继位，是为晋悼公。